# المسكيني الصغير
المسكيني الصغير كاتب ومخرج مسرحي مغربي من مواليد سنة 1942 بمدينة الدار البيضاء. تابع دراسته بالمعهد الإسلامي بتارودانت.  التحق بجامعة بغداد حيث حصل على الإجازة في علم الاجتماع سنة 1976، كما أحرز على دبلوم معهد البحوث والدراسات العربية ببغداد سنة 1986.
- يشتغل كاتبا ومخرجا مسرحيا.بالإصافة إلى كتابة القصة والشعر.
- مؤسس فرقة مسرح الورشة بالدار البيضاء،

بدأ النشر سنة 1960. انضم إلى اتحاد كتاب المغرب سنة 1961. ساهم في تأسيس مركز المسرح الثالث للأبحاث والدراسات الدرامية كما اشرف على إدارة مجلة «المدينة» في التمانينات.
يتوزع إنتاج المسكيني الصغير بين الشعر، القصة القصيرة والمسرح. وقد نشر كتاباته بعدة صحف ومجلات مغربية وعربية
من أعماله الأدبية والفنية:

## الشعر
- أشعار للناس الطيبين: ديوان شعر مشترك / الصغير المسكيني، إدريس الملياني، أحمد هناوي الشياظمي، الدار البيضاء، منشورات رواد القلم، 1967.
- مات خطأ ديوان شعر 1990
- الفاهم يفهم (زجل)
- حكاية جوج بلاغي (زجل)

## المسرح
- سرحان: مسرحية، الدار البيضاء، بنشرة، 1990.
- العقرب والميزان: مسرحية، الدار البيضاء، بنشرة، 1991.
- الزعيم..: مسرحية، الدار البيضاء، بنشرة، 1992.
- البحث عن رجل يحمل عينين فقط، الدار البيضاء، مطبعة النجاح الجديدة، 1993.
- رجل اسمه الحـلاج، ط. 1، 1996.
- السيد جمجمة، ط. 1، 1996.
- حكاية بوجمعة الفروج، ط. 1، 2000.
- عودة عمر الخيام إلى المدينة المنسية، 2000.
- محمية الأموات نادرة، ط. 1، 2000.
- الخروج من معرة النعمان، ط. 1، 2001.
- رحلة السيد عيشور 2001
- الرحبة 2002

## صدر له للطفل
- ست مسرحيات للطفل، الدار البيضاء، مطبعة النجاح الجديدة، 1992.
- ثلاث مسرحيات للطفل  1994
- أصدرت له وزارة الثقافة المغربية الأعمال الكاملة (المسرحية) في جزءين سنة 2009.

## كتب للتلفزيون المغربي عدة أعمال منها
- حكاية زروال
- سر العرصة
- أرض الجموع
- المطمورة